# Playtime (film)
Playtime is een Franse komische film van Jacques Tati uit 1967.

## Verhaal
Monsieur Hulot heeft een nieuwe baan aangeboden gekregen als kantoorklerk op een groot bedrijf dat gevestigd is in een wolkenkrabber. Hulot loopt wat verloren in een labyrint van moderne architectuur. Samen met een bus toeristen arriveert hij in het centrum van de stad. Hulot gaat naar het kantoorgebouw voor het sollicitatiegesprek; de eigenaar van het bedrijf heeft het echter zo druk dat hij Hulot compleet negeert en wegloopt. Hulot raakt hem kwijt in de hectiek van het kantoor. Hulot besluit hierop maar in z'n eentje de stad te gaan bezichtigen. Langzamerhand raakt de kijker Hulot ook kwijt in de chaos; uiteindelijk verdwijnt ook hij in de mensenmassa. Het laatste uur van de film zie je hem nog sporadisch als figurant, meestal op de achtergrond, door het beeld lopen.

## Rolverdeling
| Acteur              | Personage                                            |
| ------------------- | ---------------------------------------------------- |
| Jacques Tati        | Meneer Hulot                                         |
| Léon Doyen          | Portier van het bedrijf waar Hulot komt solliciteren |
| Barbara Dennek      | Jonge toeriste                                       |
| Rita Maiden         | Partner van Schultz                                  |
| France Rumilly      | Brillenverkoopster                                   |
| France Delahalle    | Klant                                                |
| Valérie Camille     | Secretaresse                                         |
| Erika Dentzler      | Madame Giffard                                       |
| Nicole Ray          | Zangeres                                             |
| Billy Kearns        | Schultz                                              |
| Reinhard Kolldehoff | Duitse directeur op de huishoudbeurs                 |
| Yves Barsacq        | Vriend van Hulot                                     |
| André Fouché        | Restauranthouder van de Royal Garden                 |
| Michel Francini     | Oberkelner van de Royal Garden                       |
| Georges Faye        | Architect van de Royal Garden                        |

## Bijzonderheden
Deze film begint waar Mon oncle eindigde; de hele wereld is nu veranderd in een grote hypermoderne stad. Tati noemde Playtime zijn visioen van hoe de toekomstige wereld er niet uit moet zien.
Tati schetst ons in Playtime een wereld die bezeten is door geld, overdreven luxe, rare techniek en koude kille architectuur. In deze wereld bestaat het individu niet meer, er zijn alleen nog mensenmassa's en iedereen is druk bezig met zichzelf en met werk, niemand houdt nog rekening met elkaar en hoewel duizenden mensen voortdurend door elkaar heen krioelen, heeft niemand meer oog voor elkaar. Het leven van de mensen wordt bepaald door techniek, zonder techniek kan de mens niet meer overleven; creativiteit bestaat niet meer.
Om Playtime te realiseren werd Tati's perfectionisme meer dan ooit op de proef gesteld: met 260 miljoen Franse franc was Playtime een van de duurste films aller tijden. Tati liet in Joinville-le-Pont op ware grootte een complete stad - inclusief snelweg en schaalmodellen van wolkenkrabbers - nabouwen. In deze 16 vierkante kilometer grote stad, Tativille genaamd, filmde Tati ruim 19 maanden onafgebroken met een leger van ruim veertigduizend figuranten. Om alles op de achtergrond even scherp als op de voorgrond te krijgen liet hij zijn cameraman speciale groothoeklenzen ontwikkelen. Om alles even gedetailleerd in beeld te krijgen filmde Tati met extreem dure 70mm-breedbeeldfilm, het grootste filmformaat ter wereld. Tati filmde alles zonder geluid, alle geluidseffecten werden naderhand pas toegevoegd.
Negentien maanden en ruim vijf miljoen meter film verder kon men aan de gigantische montage beginnen die bijna twee jaar in beslag nam. Vooral de geluidsmontage was een grote klus. Tati werkte dag en nacht, meestal alleen, in een studio, om de ruim drieduizend effecten die de film rijk is, te creëren. De effecten werden allemaal opgenomen op de, wederom extreem dure, zesspoors geluidsband.
De hele film is opgenomen in extreme totaalshots waarbij de camera alleen nog op verre afstand observeert. In de film zitten geen hoofdpersonages, alleen figuranten. De film bevat geen dialogen, alleen eindeloos geroezemoes in wel honderd verschillende talen. Tati zelf noemde dit een democratie van grappen. Hij zei: in sommige shots zitten wel tien grappen tegelijkertijd verscholen, de kijker kan ze er nooit allemaal tegelijk uit halen. Hij kiest de grap die hem het meest opvalt, Playtime is een reeks zoekplaten, die je keer op keer weer kunt bekijken.
Pas in 1967 was de film, met een vertraging van twee jaar, eindelijk klaar. Playtime, een van de duurste films uit de geschiedenis, werd echter ook een van de grootste flops uit de geschiedenis. Tati ging failliet en belandde in de financiële schulden. Inmiddels is Playtime uitgegroeid tot een cultfilm.
De Franse filmregisseur François Truffaut omschreef Playtime ooit als: een film gemaakt door buitenaardse wezens, waarin onze aarde belachelijk gemaakt wordt.
“Hoe veel films ik ook maak, Playtime zal altijd mijn laatste film zijn, het is het ultieme voorbeeld van mijn stijl,” zei Tati eens in een vraaggesprek.

## De soorten scènes

#### Opening
De film begint met een titel-sequentie waarin grote witte wolkenformaties tegen een blauwe achtergrond te zien zijn. Deze beelden stralen een hemelse rust uit, hetgeen in scherp contrast staat met wat er later gaat komen. Op de geluidsband klinkt enorm chaotische en lawaaierige muziek. Deze muziek beeldt de enorme hectiek van de grote stad uit.

#### Vliegveld
Vanuit de wolkenmassa doemt ineens een enorm glazen flatgebouw op. Dit is de ontvangsthal van het vliegveld. Gefilmd vanuit enorme totaalshots zien we de lege aankomsthal vlak voor openingstijd. Nadat de deuren opengaan stormt er een enorme mensenmassa naar binnen. De toeristen, met daarbij monsieur Hulot, komen aan. 

#### De sollicitatie
Nadat Monsieur Hulot met de bus naar een nabijgelegen wolkenkrabber is gegaan moet hij wachten op zijn sollicitatie. Na eindeloos wachten in een ongezellige wachtkamer besluit hij achter de bedrijfsleider, die hem vergeten is, aan te lopen. Hij noch de bedrijfsleider krijgen elkaar te pakken. Er volgt een aantal groots opgezette shots van het enorme flatgebouw.

#### De huishoudbeurs
Na de mislukte sollicitatie gaat Hulot maar naar een tentoonstelling van moderne huishoudelijke apparaten. Hij begrijpt er niets van en stuurt alles in de war.

#### De woningen
Met het vallen van de avond gaat Hulot op zoek naar een hotel. Tijdens zijn zoektocht ontmoet hij een oude vriend, die hem uitnodigt in diens vlakbij gelegen hypermoderne appartement. Er volgt nu een 15 minuten lang durend camerashot waarbij de camera aan de buitenkant door de ramen naar binnen kijkt. Bij dit voyeuristische craneshot wordt niet alleen het appartement van de vriend in beeld gebracht, maar zien we ook de appartementen van de buren, en van de boven- en onderburen.
Op de geluidsband horen we alleen de geluiden van de straat, van achter de ramen zien we de personen discussiëren over de moderne spullen en zien we andere personen bewegingloos achter tv's zitten.

#### Het hotel met restaurant
Nadat Hulot bij de vriend weggaat vindt hij eindelijk een hotel waar hij besluit te overnachten. Nadat Hulot uit beeld is verdwenen ziet men hoe in hetzelfde hotel een luxueus restaurant wordt geopend. 
Een enorme massa van rijke, deftige en verwende gasten bezet het restaurant en een enorme drukte is het gevolg. 
Het restaurant is net verbouwd maar alles verloopt rommelig en chaotisch. De restauranthouder regeert als een dictator over zijn personeel, maar hij heeft eigenlijk geen overzicht over zijn restaurant. Niemand heeft controle over de situatie; noch de eigenaar, noch de aanwezige architect, noch de werklui, noch de kelners. Het personeel beseft dat de situatie helemaal uit de hand loopt: het aantal gasten werd schromelijk onderschat, een gedeelte van het restaurant stort zelfs in (maar de koppels blijven dansen) ... Het personeel probeert beleefd te blijven en de gebreken van het pas geopende restaurant voor de klanten verborgen te houden. 
Ondertussen zit Hulot aan de overkant in een piepklein cafeetje op zijn gemak in alle stilte te eten. Na een tijdje gaat ook hij het restaurant binnen en hij mengt zich onder de aanwezige gasten. Deze scène duurt een uur.

#### De snelweg
Die volgende ochtend barst de ochtendspits los. Honderdduizenden moeten op tijd naar hun werk met verkeerschaos tot gevolg. Vooral de rotondes kunnen het verkeer niet verwerken en lijken op vertraagd draaiende draaimolens. Op de snelweg zien we de bus met Amerikaanse toeristen weer naar de luchthaven rijden. Het beeld van auto's die op de snelweg rijden wordt een tijdje aangehouden tot het duister wordt.